# GATA3
GATA3 (англ. GATA binding protein 3) – білок, який кодується однойменним геном, розташованим у людей на короткому плечі 10-ї хромосоми. Довжина поліпептидного ланцюга білка становить 443 амінокислот, а молекулярна маса — 47 916.
| 10         |  | 20         |  | 30         |  | 40         |  | 50         |
| ---------- |  | ---------- |  | ---------- |  | ---------- |  | ---------- |
| MEVTADQPRW |  | VSHHHPAVLN |  | GQHPDTHHPG |  | LSHSYMDAAQ |  | YPLPEEVDVL |
| FNIDGQGNHV |  | PPYYGNSVRA |  | TVQRYPPTHH |  | GSQVCRPPLL |  | HGSLPWLDGG |
| KALGSHHTAS |  | PWNLSPFSKT |  | SIHHGSPGPL |  | SVYPPASSSS |  | LSGGHASPHL |
| FTFPPTPPKD |  | VSPDPSLSTP |  | GSAGSARQDE |  | KECLKYQVPL |  | PDSMKLESSH |
| SRGSMTALGG |  | ASSSTHHPIT |  | TYPPYVPEYS |  | SGLFPPSSLL |  | GGSPTGFGCK |
| SRPKARSSTG |  | RECVNCGATS |  | TPLWRRDGTG |  | HYLCNACGLY |  | HKMNGQNRPL |
| IKPKRRLSAA |  | RRAGTSCANC |  | QTTTTTLWRR |  | NANGDPVCNA |  | CGLYYKLHNI |
| NRPLTMKKEG |  | IQTRNRKMSS |  | KSKKCKKVHD |  | SLEDFPKNSS |  | FNPAALSRHM |
| SSLSHISPFS |  | HSSHMLTTPT |  | PMHPPSSLSF |  | GPHHPSSMVT |  | AMG        |

A: Аланін

C: Цистеїн

D: Аспарагінова кислота

E: Глутамінова кислота

F: Фенілаланін

G: Гліцин

H: Гістидин

I: Ізолейцин

K: Лізин

L: Лейцин

M: Метіонін

N: Аспарагін

P: Пролін

Q: Глутамін

R: Аргінін

S: Серин

T: Треонін

V: Валін

W: Триптофан

Кодований геном білок за функціями належить до активаторів, фосфопротеїнів. 
Задіяний у таких біологічних процесах, як імунітет, вроджений імунітет, транскрипція, регуляція транскрипції, альтернативний сплайсинг. 
Білок має сайт для зв'язування з іонами металів, іоном цинку, ДНК. 
Локалізований у ядрі.